# شو رنگویی
ژنرال شو رنگویی(چینی سنتی:薛仁貴) با نام رسمی شو لی(薛礼) با نام ادبی رنگویی، یا سورینگی یک ژنرال نظامی چینی در اوایل دودمان تانگ بود. او به دلیل سوابق متواضع، توانایی های فرماندهی برجسته، قدرت و شجاعت در نبرد یکی از شناخته شده ترین ژنرال های نظامی زمان خود است. او در طول زندگی حرفه‌ای خود در مبارزات موفقیت‌آمیز علیه بقایای خاقانات ترک غربی و گوگوریو شرکت کرد و تنها یک نقص بزرگ در کارنامه‌اش داشت و آن لشکرکشی علیه امپراتوری تبت در سال ۶۷۰ میلادی بود، جایی که ژنرال دیگری در ارتش خود از گوش دادن به توصیه‌های شو امتناع ورزید. پیشاپیش حمله کرد و باعث شد بخشی از ارتش تلف شود.

## در زمان امپراتور تای‌زونگ
پدرش شو گویی در یونگمون، جیانگ‌جو به دنیا آمد. می‌گویند در کودکی فقیر بوده و از راه کشاورزی امرار معاش می‌کرد.
شو رنگویی در سال ۶۱۴ میلادی در زمان امپراتور یانگ متولد شد، اما فعالیت‌های اولیه او ثبت نشد، به جز اینکه همسرش نام خانوادگی لیو(柳) داشت. می‌گفتند فقیر بود و کشاورز بود.
در حدود زمانی که دومین امپراتور دودمان تانگ، امپراتور تای‌زونگ، قرار بود در سال ۶۴۴ میلادی لشکرکشی بزرگ علیه گوگوریو به راه بیندازد، شو به ملاقات ژنرال ژانگ شیگوی(張士貴) رفت تا برای ارتش داوطلب شود. هنگامی که او به جبهه رسید، در موقعیتی که ژنرال لیو جونانگ(劉君卬) توسط نیروهای گوگوریو محاصره شده بود، شو برای نجات ژنرال لیو رفت و او توانست فرمانده گوگوریو را بکشد و سر فرمانده گوگوریو را به زین او آویزان کند. پس از این ماجرا، او شروع به کسب شهرت کرد و به درجه افسری رسید. زمانی که امپراتور تایزونگ آماده حمله به قلعه آنسی گوگوریو بود. در سال ۶۴۵ میلادی و با ارتش امدادی بزرگی مواجه شد که توسط تمانگنیجی(نایب السلطنه) گوگوریو، یون گه‌سومون، به فرماندهی ژنرال های گو یونسو و گو هی‌جین فرستاده شده بود. امپراتور تایزونگ از افسرانش خواست تا نیروهای گوگوریو را دفع کنند. شو، علیرغم درجه نظامی پایینی که داشت، معتقد بود که قدرتمند است و می‌خواست درنده‌گی خود را نشان دهد، تصمیم گرفت رهبری این حمله را بر عهده بگیرد. او یک زره سفید پوشید و خود را به یک جی و دو کمان مسلح کرد، به شدت غرش کرد و به نیروهای دشمن حمله کرد و هیچ کس از ارتش گوگوریو نتوانست او را متوقف کند، بقیه افسران تانگ سپس به دنبال او رفتند و به خط دشمن حمله کردند. همانطور که شو در خط مقدم با تعداد زیادی از نیروهای دشمن جنگید، تلفات زیادی به سربازان گوگوریو وارد کرد. تای‌زونگ ۴٫۰۰۰ سرباز نخبه را نیز وارد نبرد کرد، تشکیل ارتش گوگوریو شکست، حداقل ۲۰٫۰۰۰ سرباز گوگوریو کشته شدند و ۳۶٫۸۰۰ سرباز از جمله ژنرال های آنها گو یونسو و گو هی‌زین تسلیم شدند. در بحبوحه نبرد، امپراتور تای‌زونگ، شو را از دور دید و از خدمتگزارانش پرسید: "آن مرد با زره سفید کیست؟" و گفته شد که شو است. امپراتور تای‌زونگ شو را به حضور خود فرا خواند و به او طلا و ابریشم اعطا کرد و همچنین به او عنوان عمومی داد.
امپراتور تای‌زونگ شو رنگویی را به یکی از ژنرال های فرمانده گاردهای امپراتوری تبدیل کرد.

## در زمان امپراتور گائوزونگ
پس از مرگ امپراتور تای‌زونگ در سال ۶۴۹ میلادی، پسرش لی شی جانشین او شد (به عنوان امپراتور گائوزونگ)، و در چند سال اول سلطنت امپراتور گائوزونگ، به نظر می رسید که شو رنگویی یک ژنرال فرمانده برای گاردهای امپراتوری باقی بماند. در سال ۶۵۴ میلادی ، زمانی که امپراتور گائوزونگ در حال بازدید از کاخ وانیان بود، طوفان بزرگی رخ داد. در شب ۲۲ ژوئن‌ باران شدیدی بارید و سیل ناگهانی بر دروازه ژوآن‌وو کاخ وانیان فرود آمد. نگهبانان امپراتوری همگی فرار کردند، اما شو رنگویی این کار را نکرد و در عوض از دروازه بالا رفت و با صدای بلند در داخل کاخ فریاد زد تا به امپراتور هشدار دهد. امپراتور گائوزونگ به سرعت از تخت خود خارج شد و تا آنجا که می توانست بالا رفت و در مدت کوتاهی آب به اتاق خواب او سرازیر شد و این سیل حدود ۳٫۰۰۰ نفر از ساکنان شهرستان لین‌یو را که کاخ در آن قرار داشت و نگهبانان امپراتوری را کشت. پس از آن، امپراتور گائوزونگ به شو رنگویی گفت: "تنها با تماس تو است که از غرق شدن اجتناب کردم و از این رو می دانم که تو یک رعایای وفادار هستی."  او یک اسب به شو رنگویی داد.
در سال ۶۵۷ میلادی، زمانی که ژنرال سو دینگ‌فانگ به شابولو خاقان آشینا هلو از خاقانات ترک غربی حمله کرد، شو رنگویی پیشنهادی ارائه کرد که اگر همسر و فرزندان رئیس یکی از قبایل تشکیل دهنده خاقانات ترک غربی، قبیله نیشو باشند. که به ویژه از آشینا هلو حمایت نمی کرد اما پس از گروگان گرفتن آشینا هلو همسر و فرزندانش مجبور به تبعیت شد، قرار بود توسط نیروهای تانگ دستگیر شوند تا بلافاصله آزاد شوند تا رئیس نیشو تسلیم تانگ شود.  هنگامی که امپراتور گائوزونگ این پیشنهاد را تأیید کرد، رئیس نیشو در واقع به ارتش تانگ پیوست. سو دینگ‌فانگ پس از آن توانست آشینا هلو را شکست داده و اسیر کند.
بعداً در همان سال، ژو در عملیاتی علیه گوگوریو معاون ژنرال چنگ مینگژن (程名振) شد و آنها شهر چیفنگ گوگوریو (赤烽 در فوشون مدرن، لیائونینگ) را تصرف کردند و ژنرال گوگوریو دو بانگنو (豆方婁) را شکست دادند. در سال ۶۵۹، خوئه شخصاً یک سواره نظام غافلگیرکننده را رهبری کرد تا به تشکیلات گوگوریو به فرماندهی ژنرال گوگوریو ون شامن (溫沙門) حمله کند و او را شکست داد و ده ها سرباز دشمن را به تنهایی در نبرد کشت. او همچنین با نیروهای قیدان درگیر شد و رئیس آنها ابوگو (阿卜固) را دستگیر کرد و او را به پایتخت شرقی لویانگ برد. برای این دستاورد، او بارون هدونگ ایجاد شد.
در سال ۶۶۱، پس از مرگ یائولوگه پورون (藥羅葛婆閏) رئیس دست نشاندۀ تانگ، هویگه، درگذشت و برادرزاده‌اش یاولوگه بیسودو (藥羅葛比粟毒) جانشین او شد، یائولوگه تانگ بیسودو و دو نفر دیگر از او جدا شدند. (同羅) و پوگو (僕固) در حمله به مرز شمالی تانگ. امپراتور گائوزونگ ژنرال ژنگ رنتای (鄭仁泰) را مأمور کرد تا مسئول عملیات علیه هویگه باشد، در حالی که ژو و لیو شنلی (劉審理) را معاونان ژنگ کرد. هنگامی که آنها با نیروهای ائتلاف هویگه روبرو شدند - که در این مرحله به نظر می رسید که شامل تمام ۹ قبیله اصلی گائوجو می شود - ائتلاف نیروهای تانگ را به یک نبرد کوچک به چالش کشید و گائوجو ۱۰ جنگجوی سرسخت خود را به بیرون فرستاد. خوئه شخصاً با آنها درگیر شد و سه نفر از آنها را با سه تیر کشت، ائتلاف گائوجو را مرعوب کرد و آنها را وادار به تسلیم کرد - اما پس از تسلیم آنها، دستور داد همه ده و چند هزار نفر را بکشند. از این واقعه، یک آهنگ نظامی برای ستایش وحشیانه خوئه نوشته شد که شامل این کلمات بود: "ژنرال می تواند تیان شان را با سه تیر آرام کند و جنگجویان با ورود به مرزهای هان، آهنگ های طولانی خود را می خوانند." با این حال، پس از بازگشت ارتش به قلمرو تانگ، شوئه متهم به کشتن کسانی شد که قبلاً تسلیم شده بودند و غنایم جنگی را به دست آورد و برای مدتی دستگیر شد، اما در نهایت پس از حکم امپراتور گائوزونگ مبنی بر اینکه دستاوردها بیشتر از جنایات است، آزاد شد.
در سال ۶۶۶، یون گه‌سومون درگذشت و درگیری‌های درونی بین پسر بزرگ یون، یون نامسنگ، که جانشین یون گه‌سومون به عنوان ته ماگنیجی شد، و دو پسر کوچکتر، یون نامگئون و یون نامسان، بر سر سوء ظنی که آنها نسبت به یکدیگر داشتند، شکل گرفت. در نهایت، یون نامگئون، زمانی که یون نامسانگ از پایتخت پیونگ یانگ دور بود، خود عنوان دای مانگنیجی را به دست آورد. یئون نامسانگ پسرش را (که بعداً به نام چئون هئون سونگ/کوان شیان‌چنگ (泉獻誠) شناخته شد، فرستاد، زیرا یئون (淵) همان شخصیتی بود که پدربزرگ امپراتور گائوزونگ نام یوان امپراتور گائوزو داشت و بنابراین نمی‌توانست به عنوان بخشی از تابو نامگذاری استفاده شود) تا از تانگ کمک بگیرد. هنگامی که امپراتور گائوزونگ ژنرال های پانگ تونگشان (龐同善) و گائو کان (高侃) را برای کمک به یون نامسانگ فرستاد، یون نامگئون سعی کرد آنها را رهگیری کند و ژو که آنها را تعقیب کرد، به جلو رفت تا به آنها کمک کند و به آنها اجازه داد تا با هم نیروهای گوگوریو را شکست دهند. پس از تصرف شهرهای نامسو (南蘇، در تیلینگ مدرن، لیائونینگ)، موکجئو (木底، در فوشون مدرن)، و چانگام (蒼巖، در بنشی مدرن، لیائونینگ)، توانستند با یئون نامسانگ قرار ملاقات بگذارند. در بهار ۶۶۸، آنها بیشتر به سمت شرق پیشروی کردند و شهر اصلی شمال شرقی گوگوریو بویئو (扶餘، در سیپینگ امروزی، جیلین) را به تصرف خود درآوردند، و شوئه به سمت دریا (احتمالاً دریای ژاپن) لشکر کشی کرد و حدود ۴۰ شهر را در مناطق شمال شرقی گوگوریو گرفت تا قبل از عملیات فرماندهی سوپریرز، با فرماندهی کامل سوپریر، به سمت دریا (احتمالاً دریای ژاپن) حرکت کند. لی جی، در پیونگ یانگ. پس از سقوط پیونگ یانگ بعداً در سال ۶۶۸ و در نتیجه پایان دادن به گوگوریو، امپراتور گائوزونگ دستور داد که قلمرو گوگوریو به قلمرو تانگ ضمیمه شود و یک ژنرال محافظ (معروف به تحت‌الحمایه عمومی برای آرام‌سازی شرق) در پیونگ یانگ مستقر شود و ژو به عنوان محافظ ژنرال برای دفاع از پیونگ یانگ به همراه ژنرال لیگوی منصوب شود. امپراتور گائوزونگ او را دوک پینگ یانگ خلق کرد. گفته می شد که ژو مدیری توانا بود و برای مدتی توانست از مردم گوگوریو بیعت بگیرد.
در سال ۶۷۰، امپراتوری تبت با ۴۰۰۰۰۰ مرد حمله بزرگی را به محافظ آنکسی تانگ انجام داد و ۱۸ استان را تصرف کرد. امپراتور گائوزونگ ژوئه را مأمور کرد تا فرماندهی ضدحمله را به همراه آشینا دائوژن (阿史那道真) و گو دایفنگ (郭待封)، پسر ژنرال کهنه کار تانگ، گوو شیائوکه (郭孝恪) به عنوان معاونان او مأمور کند. با این حال، از آنجایی که گوئو از همان رتبه ژو بود، او خدمت به عنوان معاون ژوئه را مایه شرمساری می دانست و اغلب از دستورات ژو اطاعت نمی کرد. استراتژی اولیه ژوئه این بود که تعدادی از نیروها را به جلو ببرد و گوئو با تدارکات نظامی در دریاچه چینگهای باقی بماند - و هنگامی که ژو گذرگاه را پاک کرد، سپس به گوو علامت داد که ادامه دهد. با این حال، گوئو از دستور اطاعت نکرد و منتظر سیگنال ژو نماند، اما پس از خروج ژو ادامه داد و او توسط یک ارتش ۲۰۰۰۰۰ نفری تبتی رهگیری و شکست خورد. پس از فروپاشی ارتش گوا، خوئه خود توسط گارترینینگ تسندرو، نخست وزیر تبت ("لون کینلینگ" (論欽陵) به چینی) در دافی چوان مورد حمله قرار گرفت. اگرچه شوئه خسارات سنگینی به تبتی ها وارد کرد، نیروهای او از رودخانه دافی عقب نشینی کردند. امپراتور گائوزونگ، لی یانوی را به جبهه فرستاد تا ژو، گوو و آشینا را دستگیر کند، اما پس از بازگرداندن آنها به پایتخت چانگان، آنها را آزاد کرد. با این حال، آنها از پست های خود خلاص شدند.
در زمان‌های بعدی، زمانی که مردم گوگوریو در برابر اشغال تانگ قیام کردند، ژو مسئول آرام کردن منطقه شد، اما بعدها، احتمالاً در سال ۶۷۵، ژو به دلایلی که به وضوح در سوابق تاریخی ذکر نشده بود، خلع شد و به استان ژیانگ تبعید شد (象州، تقریباً مدرن لایبین، زمانی که ژنرال گوانگشی اجازه بازگشت به پارگی را داشت). در سال ۶۸۱، امپراتور گائوزونگ، با یادآوری کمک های خوئه، او را احضار کرد و دوباره او را ژنرال کرد. در سال ۶۸۲، زمانی که بقایای توجوی شرقی، تحت فرمان روسای آشینا گودولو و آشید یوانژن (阿史德元珍) از تانگ اعلام استقلال کردند، ژو مأمور حمله به آشید یوانژن شد. حضور او سربازان توجوی شرقی را که فکر می‌کردند او مدت‌هاست مرده است، مرعوب کرد و او یک پیروزی بزرگ را بر آشید یوانژن به دست آورد.
شو رنگویی در مارس ۶۸۳ درگذشت. پسران او خوئه ن و ژو چویو (薛楚玉) و چندین نوادگان بعدی نیز به عنوان ژنرال خدمت کردند.

## در داستان
زندگی شو رینگویی در تعدادی از آثار تخیلی دراماتیزه شد. برجسته ترین این آثار نمایشنامه بازگشت به خانه باشکوه خوئه رنگوی (薛仁貴衣錦歸鄉)، نمایشنامه نویس سلسله یوان، ژانگ گوبین (張國賓) و رمانی ناشناس از سلسله چینگ، خوئه رنگوئی به کمپ شرقی بود. (薛仁貴征東).
دوران تصدی او به عنوان ژنرال محافظ آندونگ پس از سقوط گوگوریو در یک سریال تلویزیونی محبوب کره ای به نام ته جویونگ دراماتیزه شده است و ژو رنگوی را در نقش یک ژنرال تانگ که دائماً از شورش اتحادیه دونگمیونگچون ناامید می شود، به تصویر می کشد. بقایای مقاومت زیرزمینی گوگوریو در برابر تانگ.
بر اساس این اکشن-درام تلویزیونی که در سراسر جهان از KBS-1 پخش شد، شوئه رنگوی سرانجام زمانی که دای جویونگ و لژیونش از زندانیان فراری بکجه، گوگوریو، خیتان و سیلا را به گوشه انداخت و دای جویونگ به ارتش تانگ وفاداری به ارتش تانگ و مقام عالی ارتش تانگ تبدیل شد، توانست ادعای پیروزی بر شورش گوگوریو کند. با این حال، خوئه رنگوی دوباره دای جویونگ را به دنبال مکری از دست می دهد که در آن دای جویونگ داوطلب می شود تا یک نیروی تنبیهی از سربازان تانگ را علیه راهزنان عشایری در کوه مادو رهبری کند تا پول دزدیده شده تانگ را بازیابی کند.
در حالی که دای جویونگ با موفقیت طلا و نقره را بازیابی می کند و راهزنان را متقاعد می کند تا با گروه دیگری از نیروی تنبیهی تانگ به رهبری ژنرال تانگ شرور لی ون بجنگند، او اموال دزدیده شده را به همراه معتمد نزدیک خود در لیگ دونگمیونگچون، میموسا و گروه کوچکی از سربازان تانگ، فرصتی را برای بازگشت به ایجوونگ به چانگان می فرستد. بهانه واقعی که ژنرال لی ون قصد حمله به او و زیردستانش گوگوریو را دارد.
این مجموعه تلویزیونی همچنین ژو رنگوی را به تصویر می کشد که از چانگان تنها با دوست و محافظ خود هونگ پی به یینگ ژو تحت کنترل خیتان سفر می کند تا با شاگرد قدیمی جنگ خود، خیتان خان لی جین ژونگ ملاقات کند تا شخصاً در مورد تمایل ژنرال لی ون برای از بین بردن خیتان ها در سال ۶۹۵ به او هشدار دهد. رنگوی در سال ۶۸۳ درگذشت تا نشان دهنده ماهیت خوب و دوستانه او و تحقیر او از مسائل سیاسی باشد.
یک "روایت تصنیف" (說晿詞話) معروف به "داستان عبور ژو رنگوی از دریا و آرام کردن لیائو" (薛仁貴跨海征遼故事) به گویش سوژو چینی وو نوشته شده است.

## فرهنگ عامه
او همچنین به عنوان یک قهرمان در فولکلور چینی مشهور است که در آن او پدر ژنرال خیالی ژو دینگشان و پدر شوهر شاهزاده خانم ترک فن لیهوا است. داستان ژو دینگشان و همسرش فن لیهوا اغلب به عنوان موضوعی برای اپرای چینی استفاده می شود. یک فیلم درام به نام شو دینگشان سان کی فان لیهوا درباره آنها وجود دارد. به دلیل مبارزاتش در کره علیه گوگوریو و سیلا، از او به عنوان ژنرالی که شرق را آرام کرد برای تانگ نامیده شد. طعنه آمیز است، زیرا پسر خیالی خوئه به دلیل لشکرکشی های تخیلی او علیه ترک ها برای تانگ به عنوان "ژنرالی که غرب را آرام کرد" نامیده می شود، با این حال، لشکرکشی ها علیه ترک ها را نیز باید به ژوی دوم نسبت داد. در فولکلور، خوئه رنگوئی به داشتن اشتهای زیادی شناخته می شد که در آن تصور می شد که او توسط "خدای گرسنه" تسخیر شده است. افسانه شو دینگشان و فان لیهوا بین تانگ و پادشاهی خیالی ترک لیانگ غربی اتفاق می افتد، از قضا یک لیانگ غربی واقعی در دوره شانزده پادشاهی وجود داشت که تصور می شد اجداد تانگ باشد.
در اکسپدیشن ژو رنگوئی به شرق، او حضور داشت.
در اکسپدیشن خوئه رنگوی به شرق، پنج گنج از جیوتیان ژواننو به او اعطا شد: تازیانه ای که می توانست حتی یک ببر سفید را تحت سلطه خود در آورد، توپی که جریان آب را پرتاب می کرد، کمان ژنتی، تیری که می توانست حتی در ابرها نفوذ کند و کتاب مقدس بی کلام. شو رینگوی این پنج گنج را در سفر خود به گوریو آورده است. دوازده سال بعد، او سرانجام دونگلیائو را تحت سلطه خود درآورد، منطقه را تحت کنترل خود درآورد، پیروزمندانه بازگشت و عنوان پادشاه پینگلیائو به او اعطا شد.
شو رینگوی همچنین گاهی اوقات به عنوان یک خدای در در معابد چینی و تائوئیستی همراه با ژنرال کره ای یون گه‌سومون ظاهر می شود.